# V511 Близнецов
V511 Близнецов (лат. V511 Geminorum) — двойная затменная переменная звезда типа W Большой Медведицы (EW) в созвездии Близнецов на расстоянии приблизительно 986 световых лет (около 302 парсек) от Солнца. Видимая звёздная величина звезды — от +12,05m до +11,6m. Орбитальный период — около 0,3665 суток (8,7969 часа).

## Характеристики
Первый компонент — жёлтый карлик спектрального класса G. Радиус — около 1,36 солнечного, светимость — около 1,587 солнечной. Эффективная температура — около 5549 К.
Второй компонент — жёлтый карлик спектрального класса G.